# Momoh Kamara
Momoh Ibrahim Kamara (Kambia, 6 maggio 2005) è un calciatore sierraleonese, centrocampista del Minnesota United 2 in prestito dal Mattia FC.

## Statistiche

### Presenze e reti nei club
Statistiche aggiornate 25 luglio 2025.
| Stagione        | Squadra            | Campionato      | Campionato | Campionato | Coppe nazionali | Coppe nazionali | Coppe nazionali | Coppe continentali | Coppe continentali | Coppe continentali | Altre coppe | Altre coppe | Altre coppe | Totale | Totale |
| Stagione        | Squadra            | Comp            | Pres       | Reti       | Comp            | Pres            | Reti            | Comp               | Pres               | Reti               | Comp        | Pres        | Reti        | Pres   | Reti   |
| --------------- | ------------------ | --------------- | ---------- | ---------- | --------------- | --------------- | --------------- | ------------------ | ------------------ | ------------------ | ----------- | ----------- | ----------- | ------ | ------ |
| 2025            | Minnesota United 2 | MLS NP          | 5          | 1          |                 | -               | -               |                    | -                  | -                  |             | -           | -           | 0      | 0      |
| Totale carriera | Totale carriera    | Totale carriera | 5          | 1          |                 | -               | -               |                    | -                  | -                  |             | -           | -           | 0      | 0      |

### Cronologia presenze e reti in nazionale
| Cronologia completa delle presenze e delle reti in nazionale ― Sierra Leone | Cronologia completa delle presenze e delle reti in nazionale ― Sierra Leone | Cronologia completa delle presenze e delle reti in nazionale ― Sierra Leone | Cronologia completa delle presenze e delle reti in nazionale ― Sierra Leone | Cronologia completa delle presenze e delle reti in nazionale ― Sierra Leone | Cronologia completa delle presenze e delle reti in nazionale ― Sierra Leone | Cronologia completa delle presenze e delle reti in nazionale ― Sierra Leone | Cronologia completa delle presenze e delle reti in nazionale ― Sierra Leone |
| Data                                                                        | Città                                                                       | In casa                                                                     | Risultato                                                                   | Ospiti                                                                      | Competizione                                                                | Reti                                                                        | Note                                                                        |
| --------------------------------------------------------------------------- | --------------------------------------------------------------------------- | --------------------------------------------------------------------------- | --------------------------------------------------------------------------- | --------------------------------------------------------------------------- | --------------------------------------------------------------------------- | --------------------------------------------------------------------------- | --------------------------------------------------------------------------- |
| 20-3-2025                                                                   | Paynesville                                                                 | Sierra Leone                                                                | 3 – 1                                                                       | Guinea-Bissau                                                               | Qual. Mondiali 2026                                                         | -                                                                           | 78’                                                                         |
| 25-3-2025                                                                   | Il Cairo                                                                    | Egitto                                                                      | 1 – 0                                                                       | Sierra Leone                                                                | Qual. Mondiali 2026                                                         | -                                                                           | 46’                                                                         |
| Totale                                                                      |                                                                             | Presenze                                                                    | 2                                                                           |                                                                             | Reti                                                                        | 0                                                                           |                                                                             |

## Palmarès

### Individuale
- Capocannoniere della Coppa delle nazioni africane Under-20: 1

2025
- XI All Star Team della Coppa delle nazioni africane Under-20: 1

2025